# Christopher Hampton
Pour les articles homonymes, voir Hampton.
Christopher Hampton est un dramaturge, scénariste, librettiste, réalisateur, acteur et producteur britannique, né le 26 janvier 1946 sur l'île Faial (Portugal).

## Biographie
Christopher Hampton signe le scénario des Liaisons dangereuses réalisé par Stephen Frears en 1988, d'après sa propre pièce adaptée du roman de Choderlos de Laclos. Son travail est récompensé par un Oscar.
En 2021, il co-signe avec Florian Zeller le scénario The Father, pour lequel ils remportent tous les deux l'Oscar du Meilleur scénario adapté. Le film a obtenu plus de 200 prix et nominations à travers le monde,, dont 2 Oscars.  Il est considéré comme l'un des meilleurs films du début des années 2020, voire comme l'un des meilleurs films du siècle,,. 
Également réalisateur, il obtient le prix spécial du jury au festival de Cannes 1995 pour Carrington, avec Emma Thompson et Jonathan Pryce, film qui reconstitue l'univers londonien du Bloomsbury Group.
En tant que dramaturge, il est considéré comme un des auteurs importants de sa génération. Il traduit à Londres les pièces de Yasmina Reza (Art, God of Carnage) et de Florian Zeller (The Father, The Mother, The Truth, The Lie and The Height Of The Storm)

## Filmographie

### Scénariste

#### Cinéma
- 1973 : A Doll's House (Maison de poupée)
- 1979 : Légendes de la forêt viennoise (Geschichten aus dem Wienerwald)
- 1983 : Le Consul honoraire (The Honorary Consul)
- 1985 : The Good Father
- 1986 : Gauguin, le loup dans le soleil (Oviri) d'Henning Carlsen
- 1988 : Les Liaisons dangereuses[12] (Dangerous Liaisons) de Stephen Frears Adaptation du roman de Choderlos de Laclos.
- 1995 : Carrington
- 1995 : Rimbaud Verlaine (Total Eclipse) de Agnieszka Holland
- 1996 : Mary Reilly de Stephen Frears
- 1996 : L'Agent secret (The Secret Agent)
- 2002 : Un Américain bien tranquille (The Quiet American) de Phillip Noyce
- 2003 : Disparitions
- 2007 : Reviens-moi (Atonement) de Joe Wright
- 2009 : Coco avant Chanel d'Anne Fontaine
- 2009 : Chéri de Stephen Frears
- 2011 : A Dangerous Method de David Cronenberg
- 2013 : Perfect Mothers d'Anne Fontaine
- 2020 : The Father de Florian Zeller
- 2022 : The Son de Florian Zeller
- 2023 : Billy Wilder & Me de Stephen Frears

#### Télévision
- 1975 : The Philanthropist
- 1977 : Able's Will
- 1981 : The History Man
- 1986 : Hotel du Lac
- 1989 : Teljes napfogyatkozás
- 1989 : The Ginger Tree (feuilleton)
- 1992 : Rozprávky z Hollywoodu
- 1992 : Tales from Hollywood

### Réalisateur
- 1995 : Carrington
- 1996 : L'Agent secret (The Secret Agent)
- 2003 : Disparitions

### Acteur
- 1995 : Rimbaud Verlaine (Total Eclipse) : Le juge

## Publication
- Ah ! Hollywood…, trad. Vercors et Rita Barisse, Actes Sud, 1985
- The Talking Cure, Faber and Faber, 2003
- Une vie allemande, trad. Dominique Hollier, L'Avant-scène, 2021

## Distinctions

### Récompenses
- 1988 : Oscar du meilleur scénario adapté pour Les Liaisons dangereuses
- 1995 : Prix spécial du jury à Cannes pour Carrington
- 2021 : British Academy Film Award du meilleur scénario adapté pour The Father
- 2021 : Oscar du meilleur scénario adapté pour The Father

### Nomination
- Golden Globes 2021 : Meilleur scénario pour The Father